# Жисела Дулко
Жисела Дулко (шп. Gisela Dulko; Буенос Ајрес, 30. јануар 1985) бивша је аргентинска тенисерка. У каријери је освојила три турнира.

## Приватни живот
Родитељи Жиселе Дулко зову се Ана и Естанислао, а има и брата Алехандра. Алехандро је такође и њен тренер. Њен отац је мађарског порекла.
Жисела Дулко је бивша девојка шпанског тенисера Фернанда Вердаска. Омиљени филмови су јој Перл Харбор и Добри Вил Хантинг, а идоли у тенису Пит Сампрас и Марат Сафин.
Средином 2012. венчала се са аргентинским фудбалером Фернандом Гагом, а јуна 2013. родила је сина Матеа.

## Каријера
Дулко је почела да игра тенис са седам година. Била је врло успешна јуниорка, а освојила је чак три гренд слем турнира у конкуренцији јуниорских парова — Отворено првенство Сједињених Држава 2000, Вимблдон 2001. и Отворено првенство Аустралије 2002. Професионалну каријеру започела је 2001. године.
Године 2001. по први пут је играла на једном ВТА турниру. Био је то Мајами опен, на коме тада шеснаестогодишња Дулко изгубила већ у првом колу. Први гренд слем на коме је Дулко играла био је Отворено првенство Француске 2003. године, где је изгубила у првом колу. Те године освојила је прву титулу у конкуренцији парова, у Казабланки. Године 2004. стигла је до још два финала у дублу, а прве победе остварила је над високо рангираним тенисеркама, као што су Ај Сугијама, Светлана Кузњецова и Јелена Дементјева. 2004. годину завршила је међу најбољих педесет играчица света.
Године 2005. стигла је до првог финала, на Мурила Хобарт интернашоналу, али је изгубила одЂе Џенг. Такође је освојила и три турнира у конкуренцији парова, кад је остварила и своју најбољу позицију на ВТА листи, 26. позицију. 2006. освојила је још два турнира у дублу, а 2007. и прву појединачну титулу, на турниру у Будимпешти. За сада Дулко у свом поседу има још две титуле, 2007. у Форест Хилсу и 2008. у Фесу. Године 2009. стигла је до три финала — једног у синглу и два у дублу — али изгубила је у сва три. Тренутно је четврта најбоље рангирана тенисерка са неког од америчких континената, иза Серене Вилијамс, Винус Вилијамс и Александре Вознијак.

## Финала у појединачној конкуренцији (6)

### Победе (3)
| Легенда: пре 2009.   | Легенда: од 2009.     |
| -------------------- | --------------------- |
| Гренд слем (0)       |                       |
| Олимпијско злато (0) |                       |
| ВТА првенства (0)    |                       |
| Тијер I (0)          | Обавезни Премијер (0) |
| Тијер II (0)         | Премијер 5 (0)        |
| Тијер III (1)        | Премијер (0)          |
| Тијер IV и V (0)     | Међународни (2)       |

| Бр. | Датум            | Турнир               | Подлога | Противница у финалу   | Резултат         |
| 1.  | 29. април 2007.  | Будимпешта, Мађарска | Шљака   | Сорана Крстеа         | 6–7(2), 6–2, 6–2 |
| 2.  | 25. август 2007. | Форест Хилс, САД     | Тврда   | Виржини Разано        | 6–2, 6–2         |
| 3.  | 5. мај 2008.     | Фес, Мароко          | Шљака   | Анабел Медина Гаригес | 7–6(2), 7–6(5)   |

### Порази (3)
| Бр. | Датум             | Турнир               | Подлога | Противница у финалу         | Резултат      |
| 1.  | 14. јануар 2005.  | Хобарт, Аустралија   | Тврда   | Ђе Џенг                     | 2—6, 0—6      |
| 2.  | 11. фебруар 2007. | Патаја Сити, Тајланд | Тврда   | Сибиле Бамер                | 5—7, 6—3, 5—7 |
| 3.  | 22. фебруар 2009. | Богота, Колумбија    | Шљака   | Марија Хосе Мартинез Санчез | 3—6, 2—6      |

## Финала у конкуренцији парова (16)

### Победе (8)
| Бр. | Датум              | Турнир             | Подлога | Партнерка              | Противнице у финалу                                | Резултат       |
| 1.  | 5. април 2003.     | Казабланка, Мароко | Шљака   | Марија Емилија Салерни | Хенријета Нађова Јелена Татаркова                  | 6–3, 6–4       |
| 2.  | 9. септембар 2005. | Токио, Јапан       | Тврда   | Марија Кириленко       | Шинобу Асагое Марија Венто-Кабчи                   | 7–5, 4–6, 6–3  |
| 3.  | 9. октобар 2005.   | Бангкок, Тајланд   | Тврда   | Шинобу Асагое          | Кончита Мартинез Вирхинија Руано Паскуал           | 6–1, 7–5       |
| 4.  | 30. октобар 2005.  | Линц, Аустрија     | Тврда   | Квјета Пешке           | Кончита Мартинез Вирхинија Руано Паскуал           | 6–2, 6–3       |
| 5.  | 26. фебруар 2006.  | Богота, Колумбија  | Шљака   | Флавија Пенета         | Агнеш Савај Јасмин Вер                             | 7–6(1), 6–1    |
| 6.  | 23. јул 2006.      | Синсинати, САД     | Тврда   | Марија Елена Камерин   | Марта Домаховска Сања Мирза                        | 6–4, 3–6, 6–2  |
| 7.  | 16. јануар 2009.   | Хобарт, Аустралија | Тврда   | Флавија Пенета         | Аљона Бондаренко Катерина Бондаренко               | 6–2, 7–6(4)    |
| 7.  | 12. јул 2009.      | Бостад, Шведска    | Шљака   | Флавија Пенета         | Нурија Љагостера Вивес Марија Хосе Мартинез Санчез | 6–2, 0–6, 10–5 |

### Порази (8)
| Бр. | Датум               | Турнир             | Подлога | Партнерка                 | Противнице у финалу                                | Резултат         |
| 1.  | 14. јул 2002.       | Казабланка, Мароко | Шљака   | Кончита Мартинез Гранадос | Патриција Вартуш Петра Мандула                     | 2–6, 1–6         |
| 2.  | 2. мај 2004.        | Варшава, Пољска    | Шљака   | Патрисија Тарабини        | Силвија Фарина Елија Франческа Скјавоне            | 6—3, 2—6, 1—6    |
| 3.  | 26. септембар 2004. | Пекинг, Кина       | Тврда   | Марија Венто-Кабчи        | Емануел Гаљарди Динара Сафина                      | 4—6, 4—6         |
| 4.  | 27. август 2005.    | Њу Хејвен, САД     | Тврда   | Марија Кириленко          | Лиса Рејмонд Саманта Стосур                        | 2—6, 7—6(1), 1—6 |
| 5.  | 7. мај 2006.        | Ешторил, Португал  | Шљака   | Марија Санчез Лоренсо     | Ли Тинг Суен Тјентјен                              | 2–6, 2–6         |
| 6.  | 30. јул 2006.       | Станфорд, САД      | Тврда   | Марија Елена Камерин      | Ана-Лена Гренефелд Шахар Пер                       | 1—6, 4—6         |
| 7.  | 20. фебруар 2009.   | Богота, Колумбија  | Шљака   | Флавија Пенета            | Нурија Љагостера Вивес Марија Хосе Мартинез Санчез | 7—5, 6—3, 10—7   |
| 8.  | 21. март 2009.      | Индијан Велс, САД  | Тврда   | Шахар Пер                 | Викторија Азаренка Вера Звонарјова                 | 4—6, 6—3, 5—10   |